# Estádio Municipal Carlos Ferracini
Estádio Municipal Carlos Ferracini – stadion piłkarski w Caieiras, São Paulo (stan), Brazylia, na którym swoje mecze rozgrywa Força Esporte Clube.